# 문복희
문복희(본명: 문기연, 한국 한자: 文氣淵, 1995년 6월 15일~)는 대한민국의 유튜버이다. 주로 먹방을 주제로 영상을 업로드한다.
2013년 12월 31일 19살 때 보신각 타종행사에서 YTN 기자와 인터뷰를 하였는데 설리를 닮은 외모로 '방이동 설리녀'라는 별명으로 화제가 됐었다. 2019년 4월 26일 유튜브를 시작하였고 5개월 20일 만인 10월 26일에 구독자 100만명을 달성했고 2020년 1월 8일엔 200만명, 4월 16일엔 300만명, 6월 23일엔 400만명을 돌파하는 등 유명세를 얻기 시작했다.

## 학력
- 경덕여자고등학교 (졸업)
- 동덕여자대학교 방송연예학과 (졸업)

## 특징
먹방 시작 후 음식의 맛에 집중하는 편이라는 점이 특징이다. 맛을 표현하는 주된 방법은 황홀하다는 눈빛과 복스럽게 먹는 입과 표정과 귀에 바로 꽂히는 찰진 소리이다. 숟가락을 남들보다 큰 것을 사용하기도 한다.가끔 자막에 아재개그를 넣는 특징이 있다.

## 논란 및 사건사고

### 유튜브 뒷광고 폭로
본인의 유튜브 채널 총 214개의 영상 가운데 현재까지 55개 이상의 영상들이 뒷광고로 발각된 사건이다. 이후 유튜브 구독자 수는 4,700,000명 최고치를 찍은 후 뒷광고 사건을 기점으로 뚝뚝 감소하고 있다. 최저치인 4,460,000명 이하로 감소했으나 다시 상승해 8,300,000명으로 올라갔다. 또한, 유튜브 채널의 호감도가 감소했다.